# Гонсалес Мартинес, Педро
Педро Гонсалес Мартинес, более известный как Педро (исп. Pedro González Martínez; род. 18 апреля 1968, Вильяркайо) — испанский футболист. Он играл на позиции левого защитника, иногда — центрального.

## Карьера
Будучи воспитанником «Реал Бургос», Педро попал в первую команду в сезоне 1987/88, командой руководил Сергие Крешич. В течение этого сезона он сыграл семь матчей во втором дивизионе и ещё 11 — в следующем.
Летом 1989 года у него появился шанс дебютировать в высшей лиге, в составе «Логроньеса». Он провёл хороший сезон, забил даже два гола.
В результате в следующем сезоне им заинтересовался «Атлетико Мадрид». Он защищал цвета клуба в течение четырёх сезонов, выиграв два кубка Испании в первых двух. Однако он не был стабильным игроком основы, сыграл в 56 матчах лиги, 26 из которых в последнем сезоне.
Летом 1994 года Луис Арагонес пригласил Педро в «Севилью». Он играл в течение двух сезонов в команде из одноимённого города, но также в основе выходил нечасто.
Затем Педро провёл два сезона во втором дивизионе с «Алавесом» и «Эстремадурой» соответственно, с последним завоевал повышение в классе (хотя он сыграл только четыре матча). В итоге Педро решил уйти из профессионального футбола.